# Duinvlekje
Duinvlekje (Arthonia ligniaria) is een korstmossoort uit het geslacht vlekje (Arthonia). Hij leeft in symbiose met groene alg.

## Determinatie
Duinvlekje is een korstvormig korstmos. Het thallus is onopvallend, in het zand verweven en zichtbaar als een subgelatineuze laag. De apotheciën hebben een diameter van 0,1–0,2 mm. De kleur is zwart. Ze zijn vlak en aangedrukt. Het hymenium heeft een hoogte van 40–50 µm. Het hypothecium heeft een bruine kleur. De ascosporen meten 18–20 × 6,5–9 µm.

## Ecologie
Duinvlekje komt hoofdzakelijk voor op de schors van volwassen loofbomen.

## Verspreiding
Duinvlekje is een Europese soort. In Nederland is het een zeer zeldzame soort.